# Karma (álbum de Kamelot)
Karma es el quinto álbum de la banda Kamelot. Fue lanzado el 19 de julio de 2001.

## Canciones del álbum
- Regalis Apertura – 1:57 (Instrumental)
- Forever – 4:07
- Wings of Despair – 4:32
- The Spell – 4:20
- Don't You Cry – 4:18
- Karma – 5:12
- The Light I Shine on You – 4:15
- Temples of Gold – 4:11
- Across the Highlands – 3:46
- Elizabeth: I - Mirror Mirror – 4:22
- Elizabeth: II - Requiem for the Innocent – 3:46
- Elizabeth: III - Fall From Grace – 4:15

La versión americana contiene además:
- Ne Pleure Pas - 4:14

La versión japonesa contiene: 
- Once a Future King - 4:29

## Datos
- "Forever" está basada en "Solveig's Song", escrita por Edward Grieg.
- "Don't You Cry" está dedicada a Thomas Youngblood Sr. quien murió cuando su hijo era muy pequeño.
- "Ne Pleure Pas" es la versión en francés de "Don't You Cry".
- La Trilogía de canciones que cierran el álbum en la edición normal, "Elizabeth" I, II & III, están basadas en la historia de Isabel Bathory.
- Hay una larga pausa de varios minutos después "Fall From Grace" al final mismo del álbum. Esto es debido al hecho de que Karma era el quinto álbum de estudio de Kamelot y ellos quisieron que su duración fuera 55:55.

- Datos: Q1756326